# يامونا نجر
يامونا نجر رمزها «YN» (بالإنجليزية: Yamuna  Nagar)‏ ، هو تقسيم إداري لدولة الهند تتبع ولاية هاريانا (بالإنجليزية: Haryana)‏ ، مركزها هو مدينة يامونا نجر (بالإنجليزية: Yamuna  Nagar)‏ عدد سكانها حسب تعداد سنة 2001 هو 982,369 ، مساحتها 1,756 كم² وكثافة السكان 559 لكل كم² .